# 河克爾頓
河克爾頓是一種出現於新生代第三紀的大形水生物，被認為是鯨魚的祖先。骨骼似海狗或海豹一類的鰭腳動物；身體則細長，類似鯨魚。據專家指出，其骨骼最長可達22.5公尺，牙齒像海豹，臉上長有鼻孔。加拿大的奧古布古有可能就是河克爾頓的殘存。